# Olesicampe radiella
Olesicampe radiella är en stekelart som först beskrevs av Thomson 1885.  Olesicampe radiella ingår i släktet Olesicampe och familjen brokparasitsteklar. Arten är reproducerande i Sverige. Utöver nominatformen finns också underarten O. r. meridionator.